# ماجراهای میلو و اوتیس
ماجراهای میلو و اوتیس (انگلیسی: The Adventures of Milo and Otis) یک فیلم ماجراجویی و کمدی-درام ژاپنی محصول ۱۹۸۶ دربارهٔ دو حیوان است: گربه خط‌دار و سگ پاگ (نژاد سگ) است.